# R
R bzw. r (im Deutschen gesprochen: [ʔɛɐ̯] oder [ʔɛr]) ist der 18. Buchstabe des modernen lateinischen Alphabets. Er bezeichnet in den meisten lateinschriftlichen Orthografien einen Konsonanten aus der Gruppe der Liquida. Das R hat in deutschen Texten eine durchschnittliche Häufigkeit von 7,00 % und ist damit dort der fünfthäufigste Buchstabe.

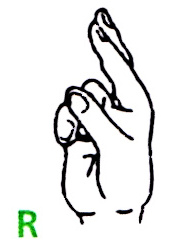
Buchstabe R im Fingeralphabet

Das Fingeralphabet für Gehörlose bzw. Schwerhörige stellt den Buchstaben R dar, indem die gekreuzten Zeige- und Mittelfinger nach oben zeigen und die anderen Finger auf der Handfläche ruhen. Der Daumen liegt auf den nach unten zeigenden Fingern.

## Herkunft
| Menschenkopf (protosinaitisch) | Phönizisches Resch | Griechisches Rho | Etruskisches R | Etruskisches R mit Ansatz | Lateinisches R |
| Menschenkopf (protosinaitisch) | Phönizisches Resch | Griechisches Rho | Etruskisches R | Etruskisches R mit Ansatz | Lateinisches R |

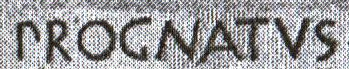
Detail der Inschrift auf dem Sarkophag des Lucius Cornelius Scipio Barbatus (280 v. Chr.; Rom, Vatikanische Museen). Das R zeigt bereits die moderne Form, während das P noch die dem griechischen Pi ähnlichere archaische „offene“ Form aufweist.

In der protosinaitischen Schrift stellte der Buchstabe das Profil eines menschlichen Kopfes dar. Im phönizischen Alphabet wurde der Kopf stark stilisiert. Der Buchstabe bekam den Namen Resch (Kopf) und stand für den Lautwert [⁠r⁠]. Der Buchstabe „R“ stellt zudem das genaue Gegenteil des in der  protosinaitischen Schrift anerkannten „L“ dar.
In das griechische Alphabet wurde das Resch unter dem Namen Rho übernommen. Mit der Zeit wurde das Rho abgerundet und mit dem Wechsel der Schreibrichtung wechselte auch der Buchstabe die Orientierung. Manchmal wurde das Rho auch mit einem kurzen Ansatz unter der Rundung geschrieben, diese Modifikation wurde jedoch nicht in das griechische Alphabet aufgenommen.
In das etruskische Alphabet wurde das Rho als R übernommen. Auch die Etrusker schrieben den Buchstaben zum Teil mit, zum Teil ohne Ansatz. Als die Römer das etruskische Alphabet übernahmen, verwendeten sie die Version mit Ansatz, um es vom P unterscheiden zu können. Der Ansatz wuchs mit der Zeit und bis zur römischen Antike bis zur Grundlinie des Buchstabens. Auch wurde der Buchstabe wie im Griechischen gespiegelt, um ihn an die Schreibrichtung von links nach rechts anzupassen. In dieser Form ging das R in das lateinische Alphabet ein.

## Formen

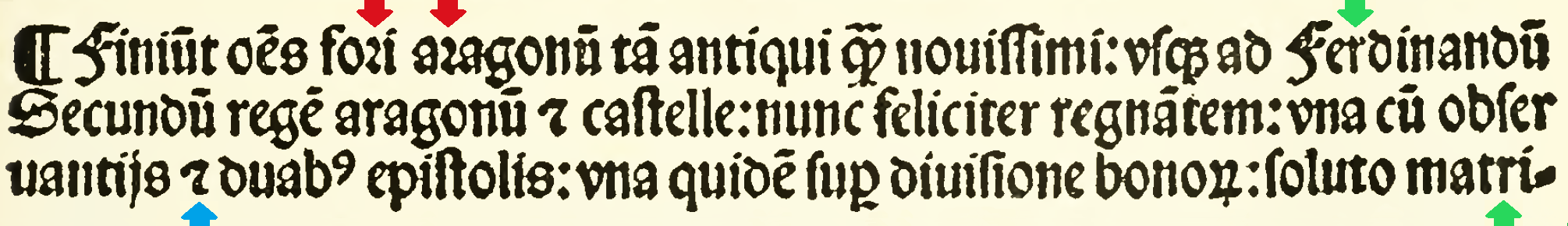
Zwei Formvarianten (Glyphen) des r in einem spanischen Druck von 1496: rundes r (rot markiert) und gerades r (grün markiert). Das blau markierte Zeichen ähnelt dem runden r, ist aber ein tironisches Et.

Mit der Entwicklung der Karolingischen Minuskel entstand der Kleinbuchstabe r mit geradem Stamm. Die in heutigen Antiqua-Schriftarten verwendeten Formen leiten sich davon ab.
Im Mittelalter wurde eine zweite Form des Kleinbuchstabens entwickelt, das runde r oder r rotunda. Es wurde nach runden Zeichen wie o, d, p usw. geschrieben.

### Schreibschrift
In Schreibschriften, speziell in Ausgangsschriften (im Schulunterricht für Schulanfänger gelehrte Schriftformen), sind nach Land und Zeitraum unterschiedliche Formen zu finden:

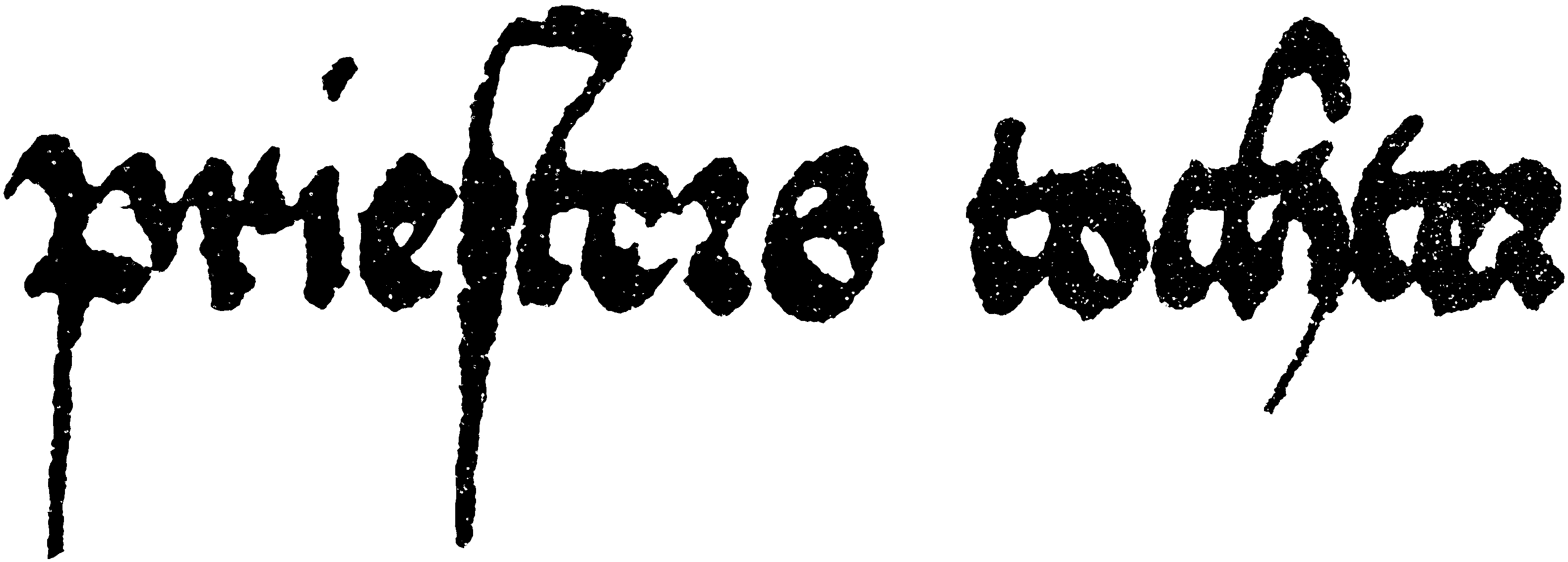
Schwäbische Bastarda, 1496, mit geraden und dem runden r ähnlichen Formen
Französisch (18. Jahrhundert), gerundeter Stamm des r, jedoch gegenläufig zum runden r
Deutsche Kurrentschrift bis Mitte 20. Jahrhundert (Schweiz Ende 19. Jh.)
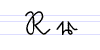
Sütterlin (Deutschland 1915–1942)

D’Nealian (USA 1978)
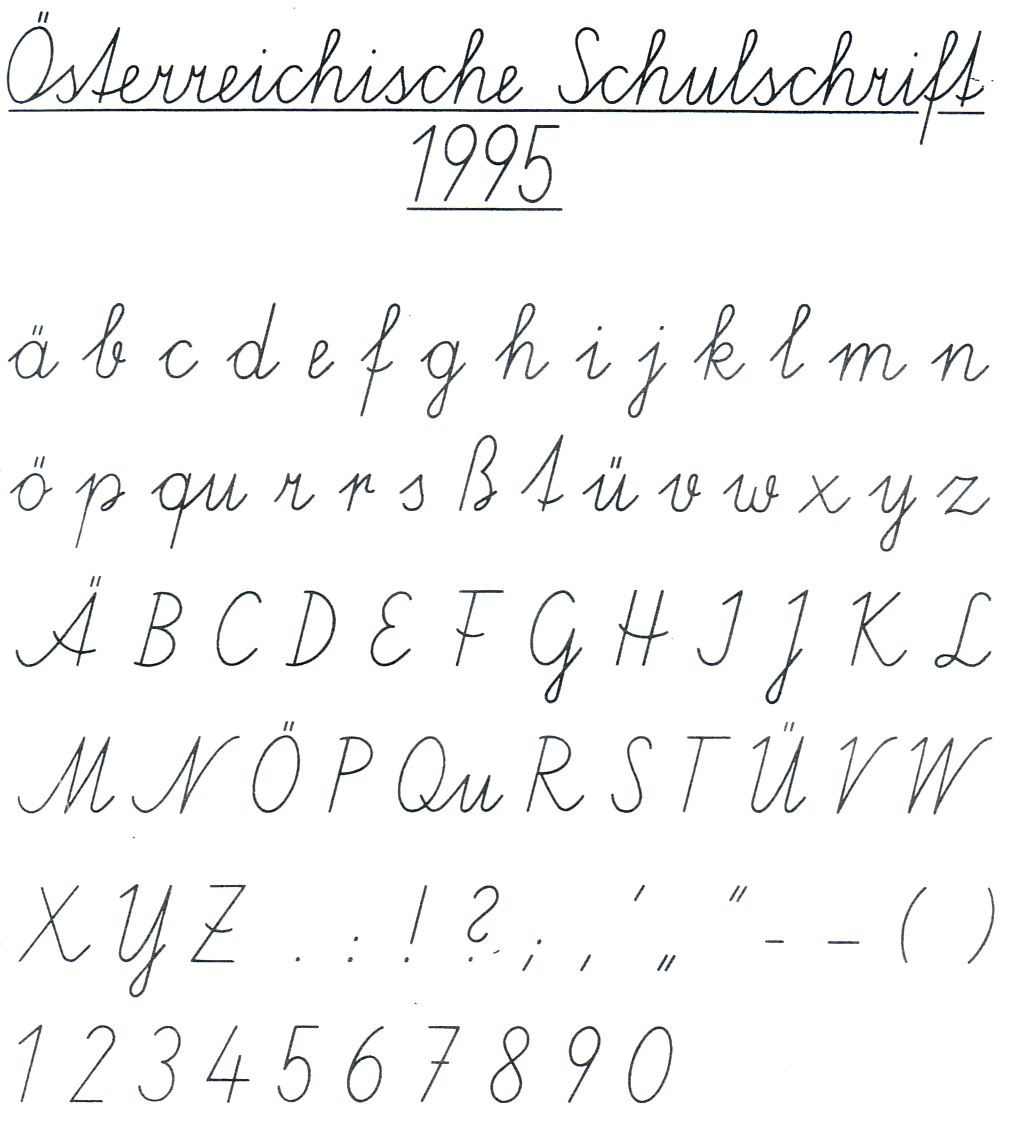
Österreichische Schulschrift (1995) mit zwei unterschiedlichen r-Formen

### Verwandte Buchstaben in anderen Schriftsystemen
In den meisten Schriftsystemen, die sich letztendlich auf die phönizische Schrift zurückführen lassen, gibt es Buchstaben, die sich wie das R vom phönizischen Resch ableiten lassen und regelmäßig solche Laute bezeichnen, die auch im lateinischen Schriftsystem üblicherweise mit dem R bezeichnet werden:
| Hebräisch:Resch  | Arabisch:Rā'  | Griechisch:Rho  | Kyrillisch:Er  | Gotisch:Reda  | Runen (Futhark):Raidho  |
| Hebräisch: Resch | Arabisch: Rā' | Griechisch: Rho | Kyrillisch: Er | Gotisch: Reda | Runen (Futhark): Raidho |

### Ähnliche Buchstaben

K und R in Walbaum-Fraktur

In zahlreichen Frakturschriften ähnelt die Großbuchstabenform des K der des R, speziell da die beiden oberen Arme des K zu einer geschlossenen Form verbunden sind. In Fraktur ungeübte Leser können daher ein K als R missverstehen (z. B. Rind statt Kind). Das K unterscheidet sich durch einen am linken Stamm angesetzten und die übrige Form nach rechts überschwingenden Bogen, während das R dort zumeist einen nach links unten zur etwa halben Buchstabenhöhe schwingenden Elefantenrüssel aufweist.

Wandel des Ѧ zur Я-Form in russischen Handschriften des 15.–17. Jahrhunderts

Die moderne Form des Я der kyrillischen Schrift (Kleinbuchstabe я), im Russischen ausgesprochen als /ja/ oder (nach palatalisierten Konsonanten) /a/, gleicht der gespiegelten Großbuchstabenform des lateinschriftlichen R, ist aber nicht mit dem R verwandt. Die Form entstand mit der Schriftreform Peters des Großen (1708–1710) durch Angleichung der Form des Kleinen Jus (Ѧ, russisch ѭсъ малъ) an die Formgebung der klassizistischen Antiqua. Da das Я in russischen Texten recht häufig ist, während die kyrillische Schrift keinen dem nicht gespiegelten R gleichenden Buchstaben enthält, wird in lateinschriftlichen Texten, die (beispielsweise in karikaturhafter Weise) Assoziationen zu Russland oder zur Sowjetunion evozieren sollen, gelegentlich das R gespiegelt.

Die Zeichen der Cherokee-Silbenschrift für „e“ (/e/) und „sv“ (/sə̃/) ähneln dem R.

## Aussprache

### Aussprache im Deutschen
Nicht überall dort, wo der Buchstabe R in der Schrift erscheint, wird er auch tatsächlich als Konsonant ausgesprochen. Meist findet sich in Wörterbüchern, die sich an der sogenannten Standardlautung des Deutschen orientieren, die Empfehlung zur Aussprache des Buchstabens als [r] unter anderem nach den kurzen Vokalen i, ä, a, ü, ö, u, o am Wortende oder vor einem Konsonanten, z. B. [vɪr] für „wirr“ (und nicht [vɪɐ̯]). In anderen Fällen wird meist ein Tiefschwa [ɐ̯] angegeben, wie bei „Tür“, „wir“ oder „Mutter“.
Im Deutschen gibt es mehrere Möglichkeiten der Aussprache von R: Es kann u. a. mit der Zungenspitze  einfach oder mehrfach gerollt (als [r]) oder am Zäpfchen reibend (als [ʁ]) artikuliert werden. Heute ist die zweite Variante, s.g. „Zäpfchen-R“ (d. h. ein stimmhafter uvularer Frikativ) weiter verbreitet. Ursprünglich wurde der R-Laut als „gerollter“ Zungenspitzlaut (d. h. ein stimmhafter alveolarer Vibrant) gesprochen. In den Dialekten in Bayern, Franken, Bayerisch-Schwaben, Ostfriesland, Siegerland, Mittelhessen sowie Österreichs und großmehrheitlich in der Deutschschweiz (außer in deren Nordosten sowie Basel) überwiegt diese Aussprache immer noch (wie auch in den meisten Sprachen der übrigen europäischen Länder außer in Frankreich, Südbelgien und Dänemark sowie in Westnorwegen und Südschweden).
Noch zu Beginn des 20. Jahrhunderts herrschte das alveolare R in den meisten Teilen Deutschlands vor. Heute überwiegt es vielerorts in der Sprache der ältesten Generation ländlicher Sprecher, während jüngere Sprecher das uvulare R verwenden. Dies gilt unter anderem für weite Teile Norddeutschlands, Hessens und Westfalens.
Zu den Gebieten, in denen auch in der Sprache der ältesten Generation ländlicher Sprecher nur das uvulare R vorkommt, gehören die größten Teile von Sachsen, Thüringen, Baden-Württemberg (Ausnahme: Oberschwaben) und des Rheinlandes sowie der Großraum Berlin.
Einen Sonderfall stellt das Bühnendeutsch des 20. Jahrhunderts dar. Gemäß dem einflussreichen, erstmals 1898 erschienenen Aussprachewörterbuch von Theodor Siebs (dem sog. „Siebs“) war das stimmhafte R ausschließlich als gerolltes Zungen-R zu realisieren, wofür Siebs raumakustische Gründe angab (s. dazu den verlinkten Artikel Bühnendeutsch). Nach 1945 schliff sich die als gekünstelt und unnatürlich empfundene Regel des Zungen-Rs unter gelernten Schauspielern im Theater-, Film-, Fernseh- und Synchronbereich zu einem weiteren, als gemäßigter und natürlicher empfundenen Laut ab, dem am Zäpfchen „geschnurrten“ stimmhaften uvularen Vibrant ʀ, der wiederum seit etwa der Jahrtausendwende im Schwinden begriffen ist und zunehmend durch den normalen stimmhaften uvularen Frikativ (Zäpfchenreibelaut) [ʁ] ersetzt wird.
Ein retroflexes („englisches“) [⁠ɻ⁠] findet sich stellenweise in deutschen Dialekten, wird aber praktisch überall in der Sprache der jüngeren Generation heute durch das uvulare R ersetzt. Beispielhaft seien hier das westliche Mittelhessen, Teile des Siegerlandes und des Wittgensteiner Landes, der Oberharz und der durch die Vertreibung nach dem Zweiten Weltkrieg verlorengegangene schlesische Dialekt genannt.

### Aussprache in anderen Sprachen
Die meisten Sprachen kennen die uvulare Variante des R nicht. Folgende europäische Sprachen kennen das uvulare R entweder als eine von mehreren möglichen Realisationen des Phonems /r/ oder als die einzig mögliche Ausspracheweise:
Französisch, Deutsch, Niederländisch (besonders in Belgien), Luxemburgisch, Jiddisch, Dänisch, Schwedisch (besonders im Süden), Norwegisch (besonders im Westen), Sorbisch.
Im Englischen kommt oder kam es im Dialekt von Northumberland vor; diese Aussprache wird als Northumbrian burr bezeichnet. In Italien gilt das uvulare R als mailändisch und turinerisch.
Das Portugiesische kennt zwei R-Phoneme /r/ und /rr/. /r/ ist ein einfach gerollter alveolarer Vibrant, /rr/ kann auf zwei Weisen realisiert werden: Als uvularer Vibrant/Frikativ oder als mehrfach gerollter alveolarer Vibrant.
Im Arabischen, sowohl dem klassischen Arabisch als auch in den heutigen Volkssprachen, finden sich sowohl das alveolare /r/, das als das eigentliche /r/ anzusehen ist und in der arabischen Schrift mit ر wiedergegeben wird, als auch das uvulare /r/, in arabischer Schrift das غ und meist als „gh“ transkribiert. Beides sind eigenständige Phoneme. In manchen Wörtern erscheinen beide, z. B. gharb / غرب / ‚Westen‘ oder stoßen sogar direkt aufeinander, z. B. al-Maghrib / المغرب / ‚Marokko‘, wörtlich „das Land/Gebiet des Westens.“
Anm.: Im Arabischen handelt es sich nicht um ein /R/, sondern um ein /γ/ (d. h. die stimmhafte Variante von /x/). Die beiden Laute klingen ähnlich, sind aber nicht gleich.

## r in statistischen Tabellen
Nach DIN 55301 (Gestaltung statistischer Tabellen) steht der Kleinbuchstabe r, der einer Wertangabe (Zahl) in einem Tabellenfach nachgestellt ist, für „berichtigte Zahl“ als wertergänzendes Zeichen, auch Qualitätsanzeigern (im Gegensatz zu wertersetzenden Zeichen). Genau so wird das Zeichen auch in Tabellen der amtlichen Statistik verwendet.

## Zitat
„R […], mit l, m und n die gruppe der flüssigen (semivocales) ausmachend. […] sein laut ist mit dem knurren eines hundes verglichen und ihm der name des hundsbuchstaben gegeben worden, lat. litera canina, und danach bei ICKELSAMER: […] das r, ist ain hundts buchstab, wann er zornig die zene blickt und nerret, so die zung kraus zittert. […]
damit im zusammenhange verstärktes r als zornreizender laut: das spott- und reizungszeichen rrr! […]“